# Nedelja
Die Nedelja (slowenisch für „Der Sonntag“) ist die slowenischsprachige Kirchenzeitung der Diözese Gurk und die älteste Wochenzeitung der Kärntner Slowenen. Gegründet wurde sie im März 1926 von einer Gruppe slowenischsprachiger Priester.
Sie verkörpert wie nur wenige, sprachliche, kulturelle und identitätsstiftende Kontinuität und den Lebenswillen der slowenischen Volksgruppe, geht doch aus ihrer Geschichte Aufbau, Verfolgung (1941 wurde sie von den Nationalsozialisten wegen der slowenischen Sprache verboten), Neuanfang und Transformation hervor.
Nach dem Krieg übernahm die Diözese Gurk die Herausgeberschaft der Zeitung. Der Wandel in den letzten beiden Jahrzehnten erfolgte von einem traditionellen religiös erbaulichen Blatt in ein modernes Medium der Volksgruppe, das sich den Herausforderungen der Zeit mit umfangreicher Kultur- und Lokalberichterstattung, einer monatlichen Literaturbeilage und mit gesellschaftskritischen Wochenkommentaren und mit dem Aufbau einer Internetplattform stellt. Dadurch ist es gelungen, das mit Abstand am weitesten verbreitete Printmedium der slowenischen Volksgruppe in Kärnten zu bleiben.